# Línea de autobús Pamplona-Logroño-Madrid
La línea de Autobús Pamplona a Madrid por Logroño y Burgos con prolongación a Valcarlos y frontera francesa de Arnegui es una línea de autobús interurbano de transporte de viajeros de uso general. Esta línea une Pamplona, Logroño y Burgos con Madrid desde el 21 de enero de 2009, fecha en la que dio comienzo la concesión por un periodo de 25 años. Ésta es explotada por la empresa PLM, empresa creada por la navarra La Estellesa y la riojana Autobuses Jiménez al 50% cada una. La línea es competencia de la Dirección General de Transportes Terrestres (DGTT), dependiente del Ministerio de Transportes, Movilidad y Agenda Urbana.

## Historia
- 2009: Comienzo de la línea

## Viajeros
| Año  | Nº de pasajeros | Dif.Anterior | Recaudación total |
| ---- | --------------- | ------------ | ----------------- |
| 2010 | 152.496         | Sin cambios  | -                 |
| 2011 | 168.051         | 10,2%        | -                 |
| 2012 | 187.326         | 11,47%       | -                 |
| 2013 | 184.975         | -1,26%       | 3.188.912,72      |
| 2014 | 180.974         | -2,16%       | 3.086.358,53      |
| 2015 | 180.756         | -0,12%       | 3.035.181,2       |
| 2016 | 181.769         | 0,56%        | 3.049.391,85      |
| 2017 | 182.456         | 0,38%        | 3.050.581,35      |
| 2018 | 190.075         | 4,18%        | 3.197.580,04      |
| 2019 | 197.727         | 4,03%        | 3.340.726,16      |